# Tom Thumb (Fielding)
Pour les articles homonymes, voir Tom Pouce (homonymie), Pouce, Tom Thumb (homonymie) et Thumb (homonymie).
Tom Thumb: a Tragedy abrégé en Tom Thumb, traduit en français par « la Tragédie de Tom Pouce le Grand » est une pièce de théâtre de Henry Fielding qui complète The Author's Farce (La Farce de l'auteur et les plaisirs de la ville). Elle est créée le 24 avril 1730 à Haymarket. Le héros de cette tragédie, petit à la fois par sa taille et par son rang  social, se voit offrir une princesse en mariage. Cela rend furieuse la reine et un personnage de la Cour, et la pièce raconte leurs efforts pour empêcher ce mariage.
La pièce reprend en partie la satire de la Farce de l'auteur et se transforme elle aussi en farce quand la tragédie tourne à l'absurde. En outre, Fielding explore de nombreuses questions relatives au genre des acteurs par la manière dont il trace le portrait des personnages. Dans l'ensemble l'œuvre recueille la faveur des critiques qui relèvent que son succès est dû à la part de comédie contenue dans la pièce. Celle-ci ayant ensuite été éditée pour devenir La Tragédie des tragédies, des critiques comme Alberto Rivero ont souligné son influence sur les pièces écrites ultérieurement par Fielding.
Tom Thumb a été jouée pour la première fois après la neuvième représentation de la Farce de l'auteur, le 24 avril 1730. Les deux spectacles sont restés à l'affiche du Haymarket jusqu'à ce qu'ils soient remplacés par la production suivante de Fielding, Rape upon Rape (Viol sur le viol). Les deux pièces ont par la suite été reprises lors d'une unique soirée, le 3 juillet 1730. Tom Thumb a également été incluse dans d'autres représentations, y compris Viol sur viol le 1er juillet 1730, et aux spectacles de la compagnie Haymarket dans deux tournées effectuées hors du théâtre les 4 et 14 septembre 1730, avant de changer de titre pour devenir La Tragédie des tragédies.